# 1. division i ishockey 1969-70
1. division i ishockey 1969-70 var turneringen om det 13. DM i ishockey. Mesterskabet blev arrangeret af Dansk Ishockey Union, og det var tiende sæson, at mesterskabet blev afviklet i ligaform. Turneringen blev afviklet som en dobbeltturnering alle-mod-alle med deltagelse af otte hold, hvilket gav 14 kampe til hvert hold.
Mesterskabet blev vundet af Kjøbenhavns Skøjteløberforening (KSF), som dermed vandt DM-titlen for ottende gang i klubbens historie, men for første gang siden 1966. Sølvmedaljerne gik for andet år i træk til Gladsaxe Skøjteløberforening, mens de forsvarende mestre fra Esbjerg IK måtte nøjes med bronzemedaljerne.

## Resultater og stillinger
De otte deltagende hold spillede en dobbeltturnering alle-mod-alle.
| Nr | Hold           | K  | V  | U | T  | Mf |   | Mi | +/- | P  |
| -- | -------------- | -- | -- | - | -- | -- | - | -- | --- | -- |
| 1  | KSF            | 14 | 12 | 1 | 1  | 83 | – | 35 | +48 | 25 |
| 2  | Gladsaxe SF    | 14 | 11 | 1 | 2  | 60 | – | 25 | +35 | 23 |
| 3  | Esbjerg IK (M) | 14 | 9  | 1 | 4  | 81 | – | 38 | +43 | 19 |
| 4  | Rødovre SIK    | 14 | 8  | 1 | 5  | 59 | – | 55 | +4  | 17 |
| 5  | Rungsted IK    | 14 | 4  | 2 | 8  | 41 | – | 65 | −24 | 10 |
| 6  | Vojens IK      | 14 | 3  | 1 | 10 | 63 | – | 80 | −17 | 7  |
| 7  | HIK (O)        | 14 | 3  | 1 | 10 | 28 | – | 64 | −36 | 7  |
| 8  | Herning IK     | 14 | 2  | 0 | 12 | 36 | – | 89 | −53 | 4  |

 K: Kampe spillet, V: Vundne kampe, U: Uafgjorte kampe, T: Tabte kampe, Mf: Mål for, Mi: Mål imod, +/-: Måldifference, P: Point

 
Der var ingen nedrykning eftersom 1. division blev udvidet fra otte til ti hold. Op fra 2. division rykkede AaB Ishockey og Hvidovre.

### Topscorere
| Spiller           | Klub        | Point | Mål | Assists |
| ----------------- | ----------- | ----- | --- | ------- |
| Jesper Hviid      | KSF         | 30    | 22  | 8       |
| Keld Bjerrum      | Esbjerg IK  | 29    | 15  | 14      |
| Børge Gerber      | Vojens IK   | 28    | 18  | 10      |
| Pierre Saint-Onge | KSF         | 28    | 12  | 16      |
| Ole Eriksen       | Vojens IK   | 23    | 16  | 7       |
| Carsten Nielsen   | Rødovre SIK | 23    | 11  | 12      |